# Oryx GTL
Oryx GTL è un impianto di produzione di carburante sintetico con sede in Ras Laffan Industrial City, in Qatar e che è di proprietà comune di Qatar Petroleum (51%) e Sasol (49%).

Utilizza la tecnologia di conversione di gas in liquidi (GTL) cioè utilizzando la sintesi di Fischer-Tropsch per la conversione del gas naturale in prodotti petroliferi liquidi.
La capacità di Oryx GTL è convertire 34 koil bbl di petrolio. Quando venne commissionato, era il primo impianto al mondo di GTL su scala commerciale.